# أنطوان دوراند
أنطوان دوراند (بالفرنسية: Antoine Durand) (و. 1961 – م) هو ممثل، وممثل دُبلاج، من كندا.

## وصلات خارجية
- أنطوان دوراند على موقع IMDb (الإنجليزية)
- أنطوان دوراند على موقع ألو سيني (الفرنسية)
- أنطوان دوراند على موقع قاعدة بيانات الأفلام السويدية (السويدية)
- أنطوان دوراند على موقع قاعدة بيانات الفيلم (الإنجليزية)
- أنطوان دوراند على موقع كينوبويسك (الروسية)